# Nokia 3310 (2017)
A Nokia 3310 (2017) mobiltelefon egy klasszikus kialakítású készülék, amely a 2000-ben megjelent Nokia 3310 rebootja. A gyártó 2017 februárjában mutatta be, itthon 2017 márciusában kezdték el árusítani, a három nagy szolgáltató is felvette a kínálatába.

## Külső kialakítás
A készülék klasszikus kialakítású, külseje az eredeti modellt idézi. Előlapján egy QVGA (240 × 320 pixel) felbontású színes LCD kijelző kapott helyet, felette a beszédhangszóró található. A kijelző alatt a négyirányú navigációs gomb, a három funkciógomb, valamint a hívásindító/fogadó (balra), és a híváselutasító/ki-, és bekapcsoló gomb található. Alattuk a hagyományos, 12 gombos numerikus billentyűzet van. A készülék hátlapja levehető, alatta van az akkumulátor, valamint a két micro SIM-kártya foglalat, és a microSD-kártya foglalata. A hátlap tetején van a kamera és a LED segédfény, amely zseblámpaként is funkcionál. A készülék tetején van a micro USB-s töltő csatlakozója, alul pedig a 3.5 Jack-csatlakozó, ahová fülhallgatót lehet csatlakoztatni.

## Szoftver és funkciók
A telefon 2G-s GSM-hálózatokon képes kommunikálni, ezen felül rendelkezik Bluetooth-szal is. A készüléken Series 30+ operációs rendszer fut. A felület némileg különbözik a többi nyomógombos Nokia készülékétől, a legszembetűnőbb, hogy a főmenüben a megszokott színes ikonok helyett monokróm ábrák vannak, az előd monokróm kijelzőjének emléket állítva. A háttérkép módosítható, de a narancssárga-fekete színséma nem. Hívást indítani a tárcsázóból, a hívásnaplóból és a névjegyzékből lehet, de lehetőség van gyorstárcsázásra is. SMS és MMS üzeneteket kezel, a bevitelnél lehetőség van T9 szótár használatára is.  Az üzeneteket chat stílusban jeleníti meg, azaz az egyazon feladótól érkező és számára küldött üzenetek összesítve, időrendi sorrendben jelennek meg egymás alatt. Az ébresztőóra öt időpontot tud egyszerre kezelni, támogatja a kiválasztott napokon történő ébresztést, és kikapcsolt állapotban is riaszt. A készülék internetezésre is alkalmas, a leggyorsabb adatátviteli mód az EDGE. A böngésző az Opera Mini nyomógombos telefonokra írt változata, elsősorban WAP oldalak megjelenítésére alkalmas.  A telefon rendelkezik egy időjárás klienssel is, amely aktív internetkapcsolat esetén, a lokáció megadása után kijelzi az adott város aktuális időjárását és az előrejelzéseket. Van számológép, havi nézetű naptár, emlékeztető, jegyzetelő, FM-rádió és fájlkezelő, az extrák között időzítőt, zseblámpát, stoppert és mértékegység-átváltót találunk. A multimédiás funkciók teljes körű használatához microSD-kártyával kell bővíteni a telefont, amelynek maximális kapacitása 32 GB lehet. A készülék Java játékokat futtat, előre telepítve kapjuk a közismert Snake-t felújított grafikával, valamint van további négy játék, amelyek azonban demóverziók, azaz a játék kipróbálása után a teljes változatért fizetni kell. A Gameloft Store-ból további játékok tölthetők le.

## Multimédia
A készülék egy 2 megapixel felbontású kamerával rendelkezik, amellyel 1600 × 1200 képpont felbontású állóképek rögzíthetők. Videófelvételre is van lehetőség. A zenelejátszó a hagyományos zenei formátumokat (mp3, waw, aac) kezeli, a zenéket ID3 információk alapján rendezi. Az FM-rádió a fülhallgató csatlakoztatása után elérhető, automatikus hangolásra, csatornák elmentésére és RDS PS információk megjelenítésére is képes. Az FM-rádió és a zenelejátszó a háttérben is szól, a kamera és a telefonhívás kivételével minden funkcióval párhuzamosan használhatók. A hangrögzítő WAV-formátumban rögzít.